# Präparat
Präparat è un album in studio del gruppo musicale giapponese Boris, pubblicato nel 2013.

## Tracce
1. December – 3:58
2. 哀歌 -Elegy- – 4:23
3. Evil Stack 3 – 0:58
4. 砂時計 -Monologue- – 4:32
5. Method of Error – 7:15
6. Bataille Sucre – 4:38
7. Perforated Line – 0:38
8. コップの内側 -Castel in the Air- – 0:08
9. Mirano – 2:30
10. カンヴァス -Canvas- – 4:31
11. Maeve – 8:34

## Formazione

### Gruppo
- Takeshi – voce, basso, chitarra
- Wata – chitarra, voce
- Atsuo – batteria, voce